# Конференція в Сан-Ремо

Територія британського мандата в Палестині. Конференція в Сан-Ремо (1920).

Територія французького мандата

Конференція в Сан-Ремо — засідання Верховної ради держав Антанти і що приєдналися до них держав, яке відбулося після Першої світової війни 19 — 26 квітня 1920 в місті Сан-Ремо (Італія). У конференції взяли участь прем'єр-міністр Великої Британії Д. Ллойд Джордж і міністр закордонних справ лорд Керзон, який замінив на цій посаді А. Бальфура, прем'єр-міністр Франції О. Мільєран, прем'єр-міністр Італії Ф. Нитті. Японія була представлена послом К. Мацуї. Американський представник, посол в Римі, Джонсон, прибув на конференцію як спостерігач. В обговоренні питань, що зачіпають інтереси Греції та Бельгії, брали участь представники цих країн.
Конференція визначила розподіл мандатів класу «А» Ліги Націй по управлінню територій колишньої Османської імперії на Близькому Сході. Точні межі всіх територій залишилися невизначеними. Передбачалося, що вони «будуть визначені основними союзними державами і подані на затвердження Ліги Націй», але протягом наступних 4 років цього не відбулося. Рішення конференції були включені в залишившихся нереалізованим Севрський мирний договір (розділ VII, ст 94-97), але так як Туреччина його відхилила, вони були остаточно затверджені Радою Ліги Націй лише 24 липня 1922  до прийняття Лозаннського договору 1923 року.
Крім того, на конференції розглядалися питання про виконання Німеччиною військових статей Версальського мирного договору 1919 року і про позиції союзників по відношенню до Радянської Росії.

## Передмова
2 листопада 1917 А. Бальфур, міністр закордонних справ Великої Британії, направив лорду У. Ротшильду офіційного листа, пізніше назване «Декларацією Бальфура», в якому, зокрема було написано:
- «Уряд Його Величності зі схваленням розглядає питання про створення в Палестині національного осередку для єврейського народу і докладе всіх зусиль для сприяння досягненню цієї мети ...»

У ході зустрічі «Великої четвірки» в 1919, британський прем'єр-міністр Ллойд Джордж заявив, що в її рішення повинні бути включені результати листування між Верховним комісаром Британії в Єгипті Мак-Махон і 1-м королем Хіджазу , шерифом Мекки Хусейном. Він також пояснив, що угода з Хусейном були основою для досягнення «Угоди Сайкса-Піко» в 1916 і сказав міністру закордонних справ Франції, що пропонована система мандатів Ліги Націй не повинна бути використана як привід для порушення умов угоди з Хусейном. В «Угоді Сайкса-Піко» Англія і Франція домовилися про створення незалежної арабської держави або конфедерації держав і про проведення консультацій з шерифом Мекки. Франція також погодилася, що її армія не буде займати Дамаск, Хомс, Алеппо та Хама.
30 вересня 1918 керівники арабського повстання в Дамаску заявили про створення уряду, лояльного шерифу Мекки Хусейну, який ще в жовтні 1916 був проголошений «королем арабів» релігійними лідерами і відомими людьми в Мецці (при тому, що Британія визнавала його тільки як короля Хіджазу). Принц Фейсал, син Хусейна, і Т. Лоуренс як його радник, брали участь у Паризькій мирній конференції, 1919. На початку липня 1919 , парламент Великої Сирії відмовився визнати будь-яке право Франції на будь-яку частину сирійської території.
6 січня 1920 принц Фейсал ініціював угоду з прем'єр-міністром Франції Клемансо, в якій визнавалося право сирійців на об'єднання і створення незалежної держави, але 8 березня 1920 «Сирійський національний конгрес» в Дамаску відкинув угоду і оголосив Сирію незалежною державою . У нову державу були включені не лише Сирія, Палестина, Ліван, але й частини північної Месопотамії , які, відповідно до угоди Сайкс-Піко не розглядалися як частина створюваного незалежної арабської держави або конфедерації держав. Принц Фейсал був оголошений главою держави, а його брат, принц Зейд, був оголошений регентом Месопотамії.

## Конференція і подальші рішення в рамках Ліги Націй
Ці події стали причиною термінового скликання конференції в Сан-Ремо. Велика Британія і Франція погодилися принципово визнати «умовну незалежність» Сирії та Месопотамії, з тим, що їх незалежність буде оголошена після того, як в рамках мандатів за їх управління «вони стануть здатні стати самостійними державами».
Палестина включала в себе адміністративні райони південної Сирії в складі Османської імперії. При цьому, її «умовна незалежність» в резолюції не згадувалася, попри те, що вона була згадана в списку групи «А» територій, «рівень розвитку яких дозволяв стати їм незалежними державами, при наданні мандатарієм адміністративної допомоги».
Франція вирішила прийняти на себе управління Сирією, не чекаючи того, як її мандат буде затверджений Радою Ліги Націй. Вона висунула ультиматум Фейсалу, і після битви під Майсалуном в червні 1920 і змусила його покинути Сирію.
Велика Британія також призначила Верховного комісара і адміністрацію в Палестині до затвердження мандату Радою Ліги Націй.
Рішення конференції у Сан-Ремо, що стосуються мандатів, включаючи « Декларацію Бальфура», були включені в статті 94-97 (розділ VII) залишевшегося нереалізованим Севрського мирного договору, якими була доповнена Стаття 22 Версальського мирного договору (1919). До територій, визначених статтею 22, відносилися три колишніх частини Османської імперії і сім колишніх заморських володінь Німеччини, згадані в Частині IV, розділ I мирного договору. Оскільки Туреччина відхилила Севрський мирний договір 1920, ці рішення були остаточно затверджені Радою Ліги Націй лише 24 липня 1922.
Отже Велика Британія отримала мандат на Палестину і Ірак, а Франція - на Сирію, включаючи сучасний Ліван.
Щодо Німеччини, конференція зажадала виконання нею військових та репараційних умов Версальського мирного договору.
Конференція також ухвалила рішення про відновлення торгових зв'язків з Радянською Росією. При цьому, згідно з радянськими джерелами, на конференції
- «Відбулася таємна змова про надання підтримки буржуазно-поміщицькій Польщі, що почала 25 квітня 1920 р. наступ на Україну».

З питань, пов'язаних з Німеччиною та Росією, в червні 1920 р. була проведена Міжнародна конференція в Спа, 1920.